# 原田尚彦
原田 尚彦（はらだ なおひこ、1934年7月9日 - ）は、日本の法学者。専門は行政法。東京大学名誉教授。一橋大学教授・早稲田大学教授を歴任。東京都出身。恩師は田中二郎。

## 来歴
1957年国家公務員採用上級試験（法律）合格。1958年東京大学法学部卒業。同年、三井銀行入社。1960年東京大学法学部助手。1963年立教大学法学部専任講師、1965年自治大学校講師。同年立教大学法学部助教授。1970年東京大学教養学部助教授。
1976年公害健康被害補償予防協会評議員。1977年地方公務員災害補償基金運営審議会委員。1978年中央公害対策審議会委員。1979年東京大学教養学部教授、横浜市係長・消防司令昇進試験委員。
1982年大学設置審議会専門委員。1983年自然環境保全審議会委員。1984年東京都近隣騒音問題懇談会委員。1985年東京都自然環境保全審議会委員。1989年東京都個人情報保護懇談会委員。1991年神奈川県公文書公開運営審査会委員。
1992年、定年退官する同門の南博方教授の後任として一橋大学法学部教授に就任。指導学生に野口貴公美一橋大学教授等がいる。1993年中央環境審議会委員、川崎市資産公開等審査会委員。1995年東京大学名誉教授。1997年一橋大学定年退官、早稲田大学政治経済学部教授、東京都人事委員会委員。2000年早稲田大学依願退職。2004年川崎市文化賞受賞。

## 社会的活動
公害健康被害補償協会評議員会評議員、中央公害対策審議会委員、自然環境保全審議会委員、中央環境審議会委員、公害健康被害補償不服審査会委員を歴任。

## 主要著書
- 『公害と行政法』（弘文堂, 1972年）
- 『訴えの利益』（弘文堂, 1973年）
- 『行政法要論』（学陽書房、1976年初版、2012年全訂第7版補訂2版）
- 『行政法』（学陽書房、1979年初版、2005年第四次改訂版）
- 『環境法』（弘文堂, 1981年、1994年補正版）
- 『地方自治の法としくみ』（学陽書房、1983年初版、2005年新版）
- 『プレップ行政法』（弘文堂, 1987年）

この他、万民向け、初学者向けに書かれた著書が多い。